# Josef Rieder
Josef Rieder (26 de dezembro de 1893 — 13 de junho de 1916) foi um ciclista de estrada alemão, que participou em duas provas de ciclismo nos Jogos Olímpicos de Estocolmo 1912. Rieder morreu na batalha de Verdun, durante a Primeira Guerra Mundial.